# Waterhouse-Zwergbeutelratte
Die Waterhouse-Zwergbeutelratte (Marmosa waterhousei) ist eine Beuteltierart, die vom nordwestlichen Venezuela über den Einzugsbereich von Río Magdalena und Río Cauca in Kolumbien bis in den Osten von Ecuador und den Nordosten von Peru, sowie in einem Gebiet im nordwestlichen Brasilien vorkommt, das im Norden vom Rio Negro und im Süden vom Amazonas begrenzt wird. Die Art wurde im Jahr 1860 durch den britischen Zoologen Robert Fisher Tomes unter dem Namen Didelphis waterhousei beschrieben und zu Ehren seines Kollegen George Robert Waterhouse benannt.

## Beschreibung
Die Tiere erreichen eine Kopfrumpflänge von 12,2 bis 14,9 cm, haben einen 17,2 bis 22,3 cm langen Schwanz und erreichen ein Gewicht von 49 bis 66 g. Der Schwanz ist damit im Schnitt etwa 40 % länger als Kopf und Rumpf zusammen. Das Rückenfell ist dunkel graubraun mit einem leichten braun-orangen Einschlag. Ein dunkler Streifen in der Rückenmitte fehlt und die Rückenmitte ist heller als die Kopfoberseite. Die Körperseiten sind etwas heller als der Rücken. Rund um die Augen finden sich schwärzlich-braune Augenringe die nicht bis zu den Basen der Ohren reichen. Der unbehaarte Abschnitt des Schwanzes ist braun bis dunkelbraun und auf der Unterseite etwas heller als auf der Oberseite. Die Bauchmitte, Brust und Kehle sind hell oder gelblich-cremefarben. Die Seiten des Bauchfells, die Seiten des Halses, die Leistengegend und die Innenseiten von Vorder- und Hinterbeinen sind grau. Die Vorderpfoten sind orangefarben bis braun, die Hinterfüße weißlich oder orangefarben. Weibchen haben keinen Beutel. Die Anzahl der Zitzen und der Karyotyp der Tiere sind bisher unbekannt.

## Lebensraum und Lebensweise
Die Waterhouse-Zwergbeutelratte lebt in Höhen von 50 bis 1100 Metern in Tieflandregenwäldern und in feuchten Bergwäldern. Über ihr Verhalten, ihre Aktivitätsmuster, ihre Ernährung und ihre Fortpflanzungsbiologie ist bisher nichts bekannt.

## Status
Die Waterhouse-Zwergbeutelratte ist von der IUCN noch nicht gesondert erfasst worden, da sie lange Zeit als Unterart der Maus-Zwergbeutelratte (Marmosa murina) galt.

## Belege
1. 1 2 3 4  Diego Astúa: Family Didelphidae (Opossums). in Don E. Wilson, Russell A. Mittermeier: Handbook of the Mammals of the World – Volume 5. Monotremes and Marsupials. Lynx Editions, 2015, ISBN 978-84-96553-99-6. Seite 140.